# Jan Sutr
Jan Sutr (16. prosince 1900 – 25.2.1968) byl český a československý politik Komunistické strany Československa a poválečný poslanec Ústavodárného Národního shromáždění a Národního shromáždění ČSR.

## Biografie
Narodil se v Záluží u Hořovic.
V parlamentních volbách v roce 1946 byl zvolen poslancem Ústavodárného Národního shromáždění za KSČ za hořovickou oblast. Setrval zde do konce funkčního období, tedy do voleb do Národního shromáždění roku 1948, v nichž byl zvolen do Národního shromáždění za KSČ ve volebním kraji Praha-venkov. V parlamentu zasedal až do konce funkčního období, tedy do voleb v roce 1954.
Již v roce 1907 jako chlapec pomáhal v propagačních a agitačních akcích, při volbách do parlamentu kolportáží dělnických novin Právo lidu a Záře. V roce 1912 stál u založení DTJ v Cerhovicích a v roce 1913 také v Záluží. V roce 1921 spoluzakládal komunistickou stranu v Záluží. Za války okusil krátce nacistické vězení a celou válku byl zapojen do podbrdského ilegálního hnutí.
V roce 1960 byl Janu Sutrovi udělen Řád práce.